# アントニオ・ロッカ
アントニオ・ロッカ（Antonio Rocca、1927年4月13日 - 1977年3月15日）は、アメリカ合衆国で活躍したアルゼンチンのプロレスラー。
本名：アントニーノ・バイアセットン（Antonino Biasetton）。日本ではアントニオ・ロッカとして知られるが、正式なリングネームはアントニーノ・ロッカ（Antonino Rocca）である。イタリア系アルゼンチン人。

## 来歴
イタリア・トレヴィーゾで生まれ、幼少期に家族でアルゼンチンへ移住。アルゼンチン時代はレスリング、ボクシング、陸上などスポーツ万能だった。
プロレスデビュー後アメリカへ渡り、南部地区からニューヨーク地区へ転戦し、華麗な空中殺法を武器に大活躍。特にイタリア系移民とヒスパニック系移民から圧倒的な支持を得る。
1940年代後半から1960年代前半にかけてビンス・マクマホン・シニアがプロモーターを務めるWWWF（現・WWE）で活躍。「マディソン・スクエア・ガーデンの帝王」としてトップレスラーの地位に長期間君臨した。1948年、アルゼンチンのブエノスアイレスにて王座決定戦のトーナメントでディック・シカットを破り　初代WWWFインターナショナル・ヘビー級王座を獲得している。
ニューヨークマットでは、若き日のジャイアント馬場と対戦した記録が残っている。
現役時代は日本に縁が無く日本のプロレス団体に参戦することはなかったが（全盛期の頃はアメリカ国内で大人気だったため、スケジュールの都合がつかず、招聘したくてもできない状況だった）。力道山は、ロッカとバディ・ロジャースの二人をなんとしても招聘したかったが、そのような理由で断念している。
その後、アントニオ猪木対ルー・テーズのNWFヘビー級選手権のレフェリーとして1975年10月に初来日。「幻の名選手が遂に来日した」と日本のプロレスファン・プロレス関係者に歓迎されたが、これがロッカの生涯で最初で最後の来日となった。晩年はWWWFにて、実況担当のビンス・マクマホン・ジュニアを相方にカラー・コメンテーターを務めていた。
往年の輝きは失せていたものの晩年までリングに上がり続け「75歳まで現役を続け、150歳まで生き続ける」と宣言していたが、1977年3月15日にニューヨークの病院で肝臓ガンにより死去。49歳。
1995年、その功績をたたえてWWE殿堂に迎えられている。

## 獲得タイトル
- WWWFインターナショナル・ヘビー級王座：1回
- NWAテキサス・ヘビー級王座：1回
- NWAタッグ王座：1回（w / ミゲル・ペレス）
- AWA世界ヘビー級王座（オハイオ版）：1回
- AWA世界ヘビー級王座（モントリオール版）：1回
- WWC北米タッグ王座：1回（w / ミゲル・ペレス）

## 得意技
- アルゼンチン・バックブリーカー：アントニオ・ロッカが偶然開発した技で、代表的必殺技。
- エアプレーン・スピン
- ドロップキック：人間離れした跳躍力を存分に生かしアトミック・ドロップキックと呼ばれ、ロッカのその独特の怪異的な容貌から「コウモリ、爬虫類、怪鳥」「まるで足だけが別の生き物」「ロッカの足には悪魔が棲んでいる」と表現された。
- フライング・ヘッドシザース

## その他
- アントニオ猪木のリングネームの由来となった人物ともされるが、諸説あり信憑性は定かではない。
- ブルーノ・サンマルチノやロッカに鎖骨を叩き折られたプリモ・カルネラは、ロッカが同じイタリア出身であることを信じていなかった。彼らによると「臭いが違う」そうである[2]。
- 漫画『ジャイアント台風』では、リング上で日本人柔道家をなぶり殺しにしたり、ジャイアント馬場戦に敗退後その人気を失い寂しく故郷に帰ったなどの描写があるが、ほぼすべて原作者梶原一騎の創作であり、真実ではない。
- 実際にロッカと対戦した馬場は、試合は相手の肩を掴み合うロックアップから始めるものと教えられていたが、ロッカはロックアップせずにいきなり蹴ってくる等、セオリーを無視するのでかなりやりづらく戸惑ってしまったと回想している。
- アントニオ猪木vsルー・テーズ戦のレフェリーを務めるため初来日を果たした際、インタビューをしにホテルを訪れた記者に対し怯え切った表情で「とうとう来たか…お前はFBIか…?」と呟き、そしてハッキリと「俺をまだ…連れて行くな…」と呟いた。このことから「アントニオ・ロッカは実は宇宙から来たインベーダーでは?」という噂が一部で流れた[2]。